# كريستوف بير
كريستوف بير (بالألمانية: Christoph Behr)‏ هو لاعب كرة قدم ألماني، ولد في 21 مارس 1989 في فيلزهوفن في ألمانيا. لعب مع SV Wacker Burghausen ‏.

## وصلات خارجية
- كريستوف بير على موقع قاعدة بيانات كرة القدم.إي يو (الإنجليزية)
- كريستوف بير على موقع عالم كرة القدم.نت (الإنجليزية)